# Kalinowy Dół
Kalinowy Dół – wieś w Polsce położona w województwie lubelskim, w powiecie łukowskim, w gminie Adamów.

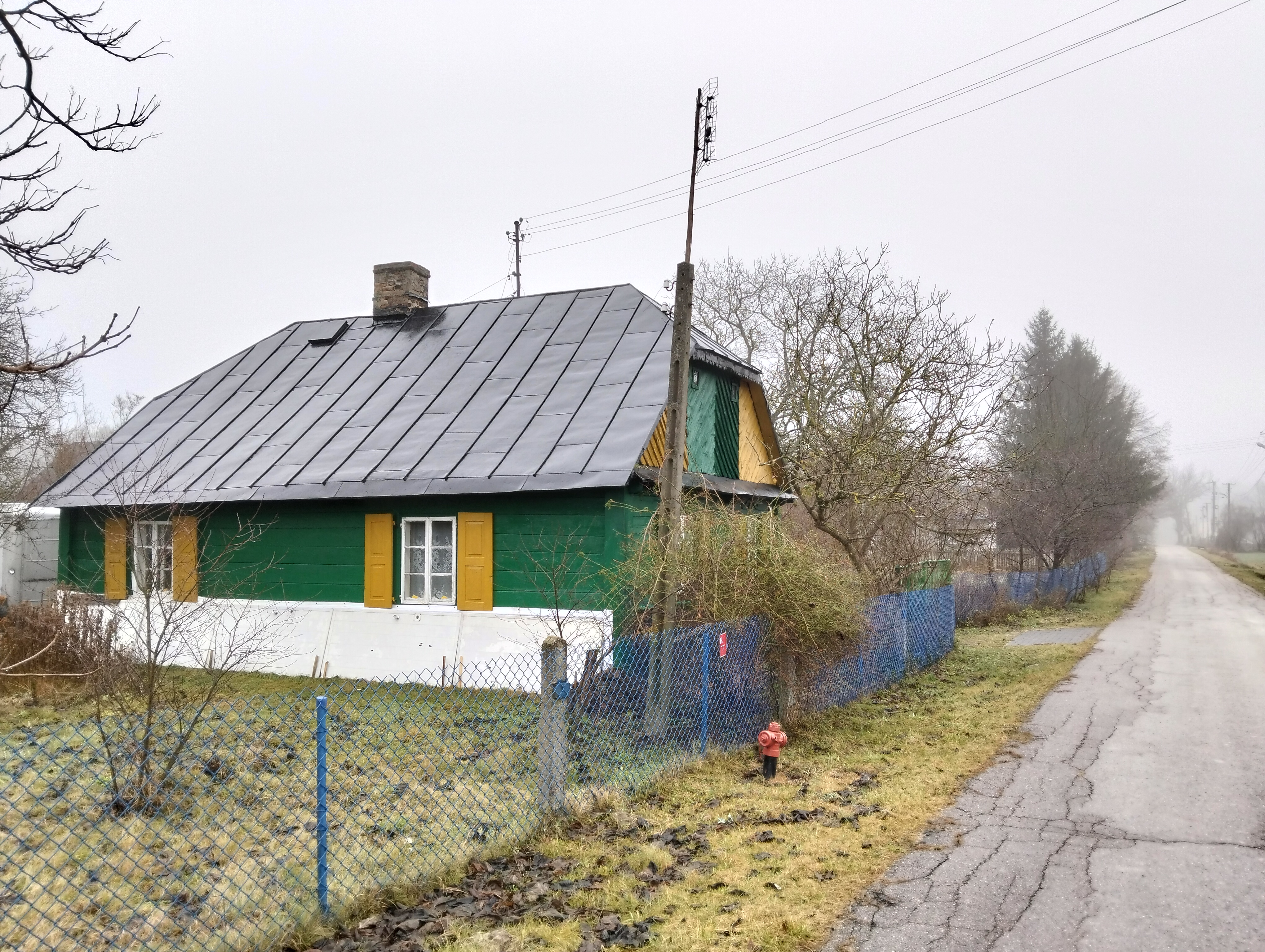
Architektura drewniana we wsi

Wieś stanowi sołectwo w gminie Adamów. Według Narodowego Spisu Powszechnego z 2011 wieś liczyła 58 mieszkańców. Wierni Kościoła rzymskokatolickiego należą do parafii Nawiedzenia Najświętszej Maryi Panny w Woli Gułowskiej.
6 października 1939 o godzinie 3:00 żołnierze 3 Pułku Strzelców Konnych stoczyli we wsi ostatnią potyczkę kampanii wrześniowej. Wychodząc z okrążenia oddział wpadł w zasadzkę i po walce został rozproszony, ponosząc duże straty. Ocaleli żołnierze wycofali się do lasu, a dowódca z częścią żołnierzy dostał się do niewoli niemieckiej. W centrum wsi poległych upamiętniał krzyż, w 2019 zastąpiony pomnikiem 3 Pułku Strzelców Konnych, przy którym rokrocznie odbywa się apel poległych.
W latach 1975–1998 miejscowość administracyjnie należała do województwa siedleckiego.